# Сноцци, Луиджи
Луиджи Сноцци (итал. Luigi Snozzi, 29 июля 1932, Мендризио, Тичино — 29 декабря 2020, Минузио, Тичино) — швейцарский архитектор.

## Биография
Учился в Швейцарской высшей технической школе в Цюрихе, окончил её в 1957 году. Прошёл стажировку у архитекторов Пеппо Бривио в Локарно и у Рино Тами в Лугано. В 1958 году открыл собственное архитектурное бюро в Локарно. Современная архитектура в Тичино в то время была во многом экзотикой.
Учился в Высшей технической школе Цюриха вместе со своими столь же известными коллегами Ливио Ваккини и Аурелио Гальфетти, их объединяла современная архитектура.
С 1962 по 1971 год сотрудничал с архитектором Ливио Ваккини.
С 1982 по 1984 год работал приглашённым профессором, а в 1985 году получил должность профессора архитектуры в Федеральной политехнической школе Лозанны. Был также профессором Университета Сассари в Альгеро, Сардиния.
Умер после заражения COVID-19.

## Известные работы
- 1958/59 — Жилой дом Lucchini, Фаидо
- 1961/63 — Доходный дом Верда, Муральто
- 1961/63 — Реставрация приходской церкви Бриссаго.
- 1962/65 — Популярное жилье в Локарно, в сотрудничестве с Ливио Ваккини.
- 1963/65 — Дом Тальо в Орселине, в сотрудничестве с Ливио Ваккини
- 1963/65 — Административное здание Fabrizia в Беллинцоне (административное здание PTT), Виа Винченцо Вела, в сотрудничестве с Ливио Ваккини
- 1965/66 — Snider House в Версио, Chioso Leoni West Nucleus, в сотрудничестве с Ливио Ваккини
- 1967/70 — Палаццо Патрициале — Виа Гальбизио в Монте Карассо, в сотрудничестве с Ливио Ваккини
- 1973/78 — Начальная школа и ратуша в Сан-Наззаро, в сотрудничестве с Вальтером фон Эйв
- 1976 — Дом Кальмана — via Panoramica, Brione sopra Minusio, в сотрудничестве с Вальтером фон Эйв
- 1977 — Жилой дом Bianchetti — через местность G. Zoppi Monti della Trinità Locarno Monti, в сотрудничестве с Вальтером фон Эйв
- 1976/78 — Жилой дом Cavalli — Западное ядро Ронки Ванини Версио, в сотрудничестве с Вальтером фон Эйвом
- 1979 — Магазин Costantini — через Brione в Минусио, в сотрудничестве с Вальтером фон Эйв
- 1977/84 — Реставрация монастыря Мадонны дель Сассо в Орселине.
- 1983/94 — Приходской центр в Ленцбурге
- 1983/84 — Жилой дом Heschl — местность Agarone Gerra Verzasca, в сотрудничестве с Микеле Арнабольди[итал.]
- 1984/85 — Жилой дом Barbarossa в Минусио
- 1985/87 — Жилой дом Bianchini в Бриссаго, в сотрудничестве с Микеле Арнабольди
- 1988 — Жилой дом Walser в Онсерноне, Локо
- 2011 — Дом Стефано Гуидотти в Монте Карассо

## Известные афоризмы
Альпинист счастлив посреди гор, потому что он знает, что за горизонтом есть город (итал. L'alpinista è felice in mezzo alle montagne perché sa che al di là dell'orizzonte c'è la città).
Моряк счастлив посреди моря, потому что он знает, что за горизонтом есть город (итал. Il marinaio è felice in mezzo al mare perché sa che al di là dell'orizzonte c'è la città).